# 200.º Regimiento de Ametralladora Antiaérea (v)
El 200º Regimiento de Ametralladora Antiaérea (v) (200. Flak-Maschinengewehr-Regiment (v)) unidad militar de la Luftwaffe durante la Segunda Guerra Mundial.

## Historia
Formada el 9 de agosto de 1944 por el O.K.L.:
- Stab/200.º Regimiento de Ametralladora Antiaérea
- I Batallón/200.º Regimiento de Ametralladora Antiaérea (1. - 3. Baterías)
- II Batallón/200.º Regimiento de Ametralladora Antiaérea (4. - 6. Baterías)
- III Batallón/200.º Regimiento de Ametralladora Antiaérea (7. - 10. Baterías)

Disuelto en diciembre de 1944.

## Servicios
- 1 de octubre de 1944: bajo la 9.ª División Aérea
- 1 de noviembre de 1944: bajo la 9.ª División Aérea
- 1 de diciembre de 1944: bajo la 9.ª División Aérea